# Tim Vine

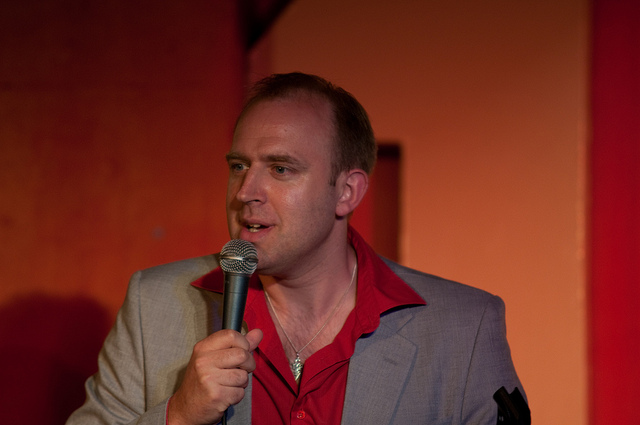
Tim Vine (2010)

Timothy Mark Vine (geb. 4. März 1967) ist ein englischer Komiker, Schauspieler, Autor und Moderator, der vor allem für seine Wortspiele und andere witzige Sprüche sowie seine Rolle in der TV-Sitcom Not Going Out (2006–2012, 2014) bekannt ist. Er hat außerdem mehrere Stand-up-Comedy-Specials veröffentlicht und mehrere Witzebücher geschrieben. Er ist der jüngere Bruder von Jeremy Vine.
Von 2004 bis 2014 hielt Vine den Guinness-Weltrekord für die meisten Witze, die in einer Stunde erzählt wurden: Jeder Witz musste das Publikum zum Lachen bringen, um für die Gesamtzahl zu zählen, und er stellte den neuen Rekord mit 499 Witzen auf. Sowohl 2010 als auch 2014 gewann er den Preis für den besten Witz beim Edinburgh Festival Fringe und belegte in den drei Jahren dazwischen jeweils den zweiten Platz. Vine nahm 2018 an der sechsten Staffel von Taskmaster teil.